# بازکنت (سیریک)
بازکنت (ترکی استانبولی: Boğazkent) یک محله در ترکیه است که در ناحیهٔ سریک، آنتالیا واقع شده است. جمعیت این محله تا سال ۲۰۲۲ برابر با ۳۴۳۴ نفر بوده است.